# Zaz (Album)
Zaz ist das Debütalbum der französischen Sängerin Zaz. Das am 10. Mai 2010 veröffentlichte Album erreichte in einigen Ländern die Charts und erreichte in Frankreich Doppel-Diamantstatus. Zaz selber schrieb an sechs Liedern aus dem Album mit, Raphaël Haroche an drei. Bisher wurden vier Singles aus dem Album veröffentlicht, Je Veux, Le Long de la Route, La Fée und Éblouie par la nuit.

## Titelliste
1. Les passants (Tryss, Isabelle Geffroy) – 3:33
2. Je veux (Kerredine Soltani, Tryss) – 3:39
3. Le long de la route (Geffroy, Mickaël Geraud) – 3:37
4. La fée (Raphaël Haroche) – 2:53
5. Trop sensible (Geffroy) – 3:59
6. Prends garde à ta langue (Geffroy, Dino Cirone) – 3:41
7. Ni oui ni non (Soltani, Vivian Roost, Geffroy) – 3:31
8. Port coton (Haroche) – 2:56
9. J’aime à nouveau (Geffroy, Geraud) – 3:50
10. Dans ma rue (Jacques Datin) – 4:40
11. Éblouie par la nuit (Haroche) – 2:40

## Rezeption
„[…]Clocking in at 11 songs in 39 minutes, Zaz doesn't overstay its welcome and leaves you craving more after the awe-inspiring closing track by Raphaël, "Éblouie par la Nuit." Impressive from all standpoints, Zaz is a strong contender for French pop revelation of the year.“

## Kommerzieller Erfolg

### Chartplatzierungen
| ChartsChartplatzierungen | Höchstplatzierung | Wochen |
| ------------------------ | ----------------- | ------ |
| Deutschland (GfK)        | 3 (126 Wo.)       | 126    |
| Frankreich (SNEP)        | 1 (287 Wo.)       | 287    |
| Österreich (Ö3)          | 12 (81 Wo.)       | 81     |
| Schweiz (IFPI)           | 10 (149 Wo.)      | 149    |
| Wallonie (Ultratop)      | 1 (86 Wo.)        | 86     |

| ChartsJahrescharts (2010) | Platzierung |
| ------------------------- | ----------- |
| Frankreich (SNEP)         | 5           |
| Schweiz (IFPI)            | 36          |
| Wallonie (Ultratop)       | 6           |

| ChartsJahrescharts (2011) | Platzierung |
| ------------------------- | ----------- |
| Deutschland (GfK)         | 7           |
| Frankreich (SNEP)         | 5           |
| Österreich (Ö3)           | 32          |
| Schweiz (IFPI)            | 22          |
| Wallonie (Ultratop)       | 7           |

| ChartsJahrescharts (2012) | Platzierung |
| ------------------------- | ----------- |
| Deutschland (GfK)         | 63          |
| Schweiz (IFPI)            | 100         |

### Auszeichnungen für Musikverkäufe
| Land/Region        | Auszeichnungen für Musikverkäufe (Land/Region, Auszeichnung, Verkäufe) | Verkäufe  |
| ------------------ | ---------------------------------------------------------------------- | --------- |
| Belgien (BRMA)     | 3× Platin                                                              | 60.000    |
| Deutschland (BVMI) | 2× Platin                                                              | 400.000   |
| Frankreich (SNEP)  | 2× Diamant                                                             | 1.000.000 |
| Österreich (IFPI)  | Platin                                                                 | 20.000    |
| Polen (ZPAV)       | 2× Platin                                                              | 40.000    |
| Russland (NFPF)    | Platin                                                                 | 20.000    |
| Schweiz (IFPI)     | 2× Platin                                                              | 60.000    |
| Insgesamt          | 11× Platin · 2× Diamant ·                                              | 1.600.000 |